# Bunny et tous ses amis
Ne doit pas être confondu avec Bugs Bunny Show.
Bunny et tous ses amis est une ancienne émission de télévision française pour la jeunesse diffusée du 2 septembre 2001 au 25 décembre 2008 sur France 3.

## Historique
Après la fin de l'émission Décode pas Bunny le 27 décembre 2000 sur Canal+, le concept est repris sous le titre Bunny et tous ses amis sur France 3.

## Le Concept
L'émission est présentée par Bugs Bunny et la plupart des toons de Warner Bros., via des images détournées de cartoons et redoublées. Ces séquences servant de transition, souvent humoristiques, entre des cartoons, et des épisodes de séries télévisées d'animation Warner déjà diffusées dans Décode pas Bunny (Titi et Grosminet mènent l'enquête, Tiny Toons). À l'exception des séries de super-héros, réservées à l'émission F3X. À partir de 2003, l'émission proposera des séries Warner Bros. inédites comme Baby Looney Tunes et Duck Dodgers.

## Diffusion
L'émission est diffusée le dimanche de 7 h 45 à 9 h 30.
Désormais, l'émission est remplacée par Quoi de neuf Bunny ? (Bunny Tonic de 2008 à 2018) et elle est diffusée tous les dimanches de 8 h 15 à 11 h 15[réf. nécessaire].

## Déclinaisons

### Plus Toon la vie
Diffusé le 30 décembre 2007, Plus Toon la vie est une émission spéciale où les acteurs de Plus belle la vie Ludivine Manca, Thibault Vaneck et Dounia Coesens sont invités dans le chalet de Bugs Bunny pour y passer le réveillon,.
Cette première incursion des acteurs de Plus belle la vie dans l'univers des héros de la Warner Bros. se poursuivra avec les divers spéciales de Bunny Tonic.

## Dessins animés diffusés

### Cartoons classiques rediffusés
- Merrie Melodies
- Looney Tunes
- Bugs Bunny
- Daffy Duck
- Titi et Grosminet
- Speedy Gonzales
- Pépé le putois
- Bip Bip
- Porky Pig
- Tom et Jerry (rediffusion à partir du 16 mai 2004[6])

### Autres dessins animés diffusés
- Titi et Grosminet mènent l'enquête Rediffusion, puis diffusion d'épisodes inédits
- Tiny Toons (rediffusion)
- Baby Looney Tunes à partir du 19 janvier 2003[7]
- Duck Dodgers à partir du 1er février 2004[8]
- Taz-Mania Rediffusion à partir du 11 septembre 2005[9]